# 一色昭孝
一色 昭孝（いっしき あきたか）は、戦国時代から江戸時代にかけての公家、武将。江戸幕府高家。
駿河守、民部少輔、従五位上。少納言。
唐橋家の出身で、初めは唐橋在通を名乗り、晩年には唐橋家に復した。『寛政重修諸家譜』（寛政譜）は、一色氏（菅原氏）の項の冒頭で、「元は唐橋たり。在通武家につかふるの際は外家（母の実家）の号一色を称し」と記している。系図は在通（）から始めており、「初昭孝（）」としている。

## 生涯
唐橋在名（唐橋在数の子）の二男として生まれた。母は、一色左京大夫某の娘。
足利義昭に仕え、諱の字と家紋を与えられた。義昭没落後は徳川家康に仕え、采地1000石を与えられ、高家となった。
慶長年間（1596年〜1615年）、京都において唐橋家を相続し、以後、隔年で在府した。
元和元年（1615年）7月2日、死去。秋庵光忍月窓院と号した。

## 唐橋在通
永禄8年（1565年）1月17日、唐橋在名の二男として生まれた。母は家女房。
天正6年（1578年）4月16日、14歳のとき元服し、同日、正六位上に叙された。同日、文章得業生となった。
慶長16年（1611年）4月21日、48歳のとき、従五位下、同17年（1612年）1月5日、従五位上に叙される。同月11日には民部少輔に任じられた。
慶長20年（1615年）7月7日、死去（『大日本史料』所収「唐橋家譜」）（『日本古典全集』所収「諸家伝」では7月2日、『大日本史料』所収「土御門泰重卿記」および「言緒卿記」では、7月3日となっている）。52歳。

## 父親について
在通の父親について、寛政譜では、唐橋在数の二男としている。しかし、『大阪府史』によれば、在数は明応5年（1496年）1月7日、49歳のとき、九条政基・尚経父子に殺害されている。在通の生年を考慮すると、在数ではなく、在名を父とするのが適当とする。また、寛政譜で、在通は足利義昭に仕えたとしており、この点でも、在数の時代とは隔たりがある。

## 系譜
出典は『寛政重修諸家譜』による
- 在村
- 女子
- 在種
- 女子
- 昭房
- 通規
- 女子